# Јеврејско гробље на Лединама
Јеврејско гробље на Лединама је меморијални локалитет и једно од београдских гробаља, a налази се у општини Нови Београд, насељу Ледине.
Стационирано је на месту које се назива “Троструки сурдук” и једно је од првих стратишта Јевреја на подручју окупираног Београда у Другом светском рату. Немци су на овом месту стрељали и закопали 240 Јевреја и мањи број припадника ромске популације.
На месту злочина постављено је обележје са спомен плочом, од стране Удружења борачких организација Новог Београда, 20. октобра 1946. године.
Године 2009. у сарадњи са oпштином Нови Београд, Министарством за рад, запошљавање, борачка и социјална питања Србије, ЈКП „Зеленило Београд“ и Заводом за заштиту споменика културе града Београда, спомен-обележје је обновљено.